# شهر العسل (مجموعة قصصية)
شهر العسل هي مجموعة قصصية من تأليف الأديب المصري الحاصل على جائزة نوبل في الأدب نجيب محفوظ صدرت لأوّل مرة في عام 1971.

## عن الكتاب
يتألف الكتاب من مجموعة قصصية تضمّ سبع قصص تتباين في حجمها من حيث الطول والقصر فتتراوح ما بين القصة القصيرة والرواية القصيرة أو النوفيلا، وتحمل القصص القصيرة التي يحتويها الكتاب عناوينًا مثل:
- شهر العسل
- العالم الآخر
- فنجان شاي
- روح طبيب القلوب
- موقف وداع
- وليد الغناء
- نافذة في الدور الخامس والثلاثين

## أبحاث أكاديمية ودراسات نقدية حول الكتاب
كانت قصص مجموعة شهر العسل موضوعًا للتحليل في عدد من الأبحاث الأكاديمية والدراسات النقديّة، ومنها:
- دراسة بعنوان «قنية التبادل الحواري في قصص نجيب محفوظ القصيرة» أعدها الكاتب حسن أحمد البنداري ونشرتها مجلة فكر وإبداع التي تصدرها رابطة الأدب الحديث في عددها رقم 114 الصادر في يوليو عام 2017.[3]

## روابط خارجية
- صفحة الكتاب على موقع جود ريدز
- صفحة الكتاب على موقع أبجد